# جامعة روهامبتون
جامعة روهامبتون (بالإنجليزية: University of Roehampton)‏، معهد روهامبتون للتعليم العالي (بالإنجليزية: Roehampton Institute of Higher Education)‏ سابقًا، هي جامعة عامة في المملكة المتحدة، وتقع في ثلاثة مواقع رئيسية في روهامبتون، في لندن بورو أوف واندزورث. كان روهامبتون في السابق شريكًا على قدم المساواة، إلى جانب جامعة سري، في الجامعة الفيدرالية التي تم حلها الآن في سري. في عام 2004، أصبحت روهامبتون جامعة. في عام 2011، تم تغيير اسمها إلى جامعة روهامبتون. الجامعة هي إحدى جامعات ما بعد عام 1992.
تم إنشاء جميع الكليات الأربع لتلبية الحاجة إلى تعليم الأطفال الفقراء والمحرومين. في عام 1976، انضمت الكليات الأربع لتشكيل معهد روهامبتون للتعليم العالي. كان أول رئيس لها هو كيفن كيوهان، الأستاذ السابق لتعليم العلوم في كلية تشيلسي للعلوم والتكنولوجيا.

## وصلات خارجية
- الموقع الرسمي (بالإنجليزية)
- اتحاد طلاب جامعة روهامبتون (بالإنجليزية)